# Полярная окружность

Полярная окружность

Полярная окружность треугольника — это окружность, центр которой совпадает с ортоцентром треугольника, а радиус равен 
{\displaystyle {\begin{aligned}r^{2}&=HA\times HD=HB\times HE=HC\times HF\\&=-4R^{2}\cos A\cos B\cos C=4R^{2}-{\frac {1}{2}}(a^{2}+b^{2}+c^{2}),\end{aligned}}}
где A, B, C означают как вершины, так и соответствующие углы, а точка H — ортоцентр (пересечение высот). Точки D, E и F являются основаниями высот, опущенных  из вершин A, B и C соответственно, R является радиусом описанной окружности, а a, b и c — длинами сторон треугольника, противоположных вершинам A, B и C соответственно.
Первая часть формулы отражает факт, что ортоцентр делит высоты на отрезки, произведения которых равны. Тригонометрическая часть формулы показывает, что полярный круг существует только в случае, когда треугольник является тупоугольным, так что один из косинусов отрицателен.

## Свойства
Любые две полярные окружности двух треугольников ортоцентричной системы ортогональны.
Полярные окружности треугольников полного четырёхсторонника образуют коаксиальную систему (т.е. имеющую общую ось).
Описанная окружность треугольника, его окружность девяти точек, полярная окружность и описанная окружность его тангенциального треугольника коаксиальны.